# Púca

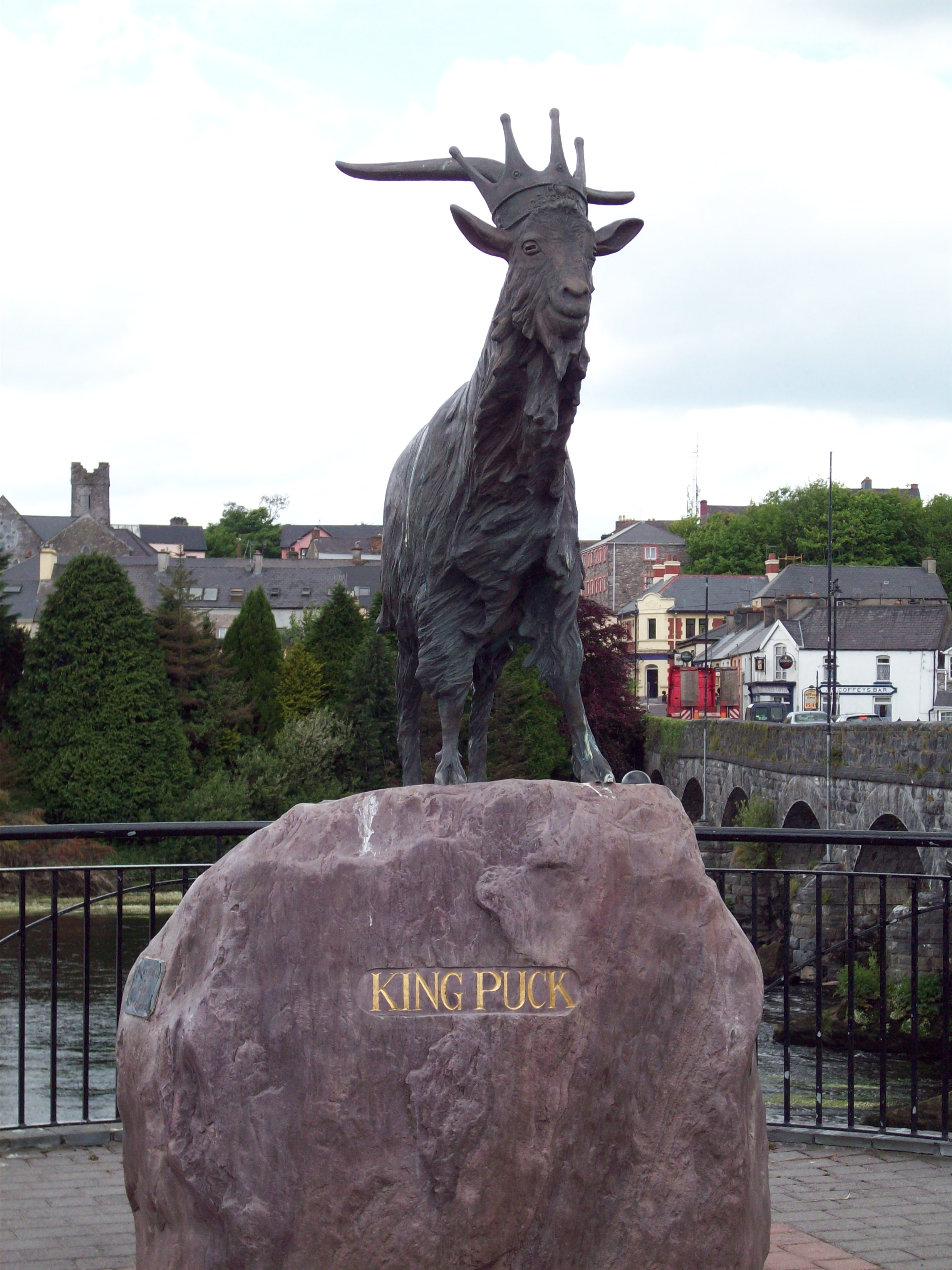
Denkmal der Phuca von Killorglin

Púca, auch Puka, Phooka, Phuka, Pooka, kymrisch Pwca oder Bwca, kornisch Bucca, in Manx Glashtyn, ist ein Geschöpf aus der keltischen Mythologie. Er ist ein boshafter und zauberkräftiger, aber relativ harmloser Geist bzw. Kobold, der zusammen mit Gnomen und Zwergen im Untergrund lebt. In Irland gehört er in die Nähe der Fairies und Leprechauns aus den Síde, in Schottland zu den Brownies. Er kann mit dem gallischen Gott Bugius und dem deutschen Puk in Verbindung gebracht werden. Besonders zu Samhain sollen Púcas in Irland den Menschen erscheinen. Die walisisch/kornischen Knockers sind den Púcas sehr ähnlich.
Púcas sind Gestaltwechsler, hin und wieder erscheinen sie Menschen in Form verschiedener Tiergestalten, z. B. als Hund, Ziege oder Pferd, jedoch immer mit schwarzem Fell. Die bevorzugte Erscheinungsform ist die eines schwarzen Ponys. Unvorsichtige Reisende oder Kinder lädt Púca gern zu einem Ritt auf seinem Rücken ein, der sich für die nichts ahnenden Person dann aber schnell als Horrortrip über Stock und Stein und auch mal durch Dornengestrüpp entpuppt. Meist wirft Púca seinen „Gast“ dann eine Klippe runter oder ins Moor und verschwindet unter schallendem Gelächter.
Da Púcas die Sprache der Menschen beherrschen, können sie manchmal aber auch vor Unheil warnen. Bei der Ernteeinbringung ist alles, was nach Samhain auf den Feldern an Getreideähren zurückbleibt, Eigentum der Púcas. Nach Ó Súilleabháin wird Halloween auch „Púca night“ genannt.
Im Jahr 2020 löste eine Puca-Statue des irischen Künstlers Aidan Harte eine landesweite Kontroverse aus. Nach einer zweijährigen Diskussion wurde 2022 entschieden, die Statue nicht wie geplant in Ennistymon aufzustellen, sondern in dem 13 Meilen entfernten Carron. Dort wird sie beim Michael Cusack Centre aufgestellt.

## Popkultur
- Mein Freund Harvey
- Boardwalk Empire